# St. Georg (Niederwerth)

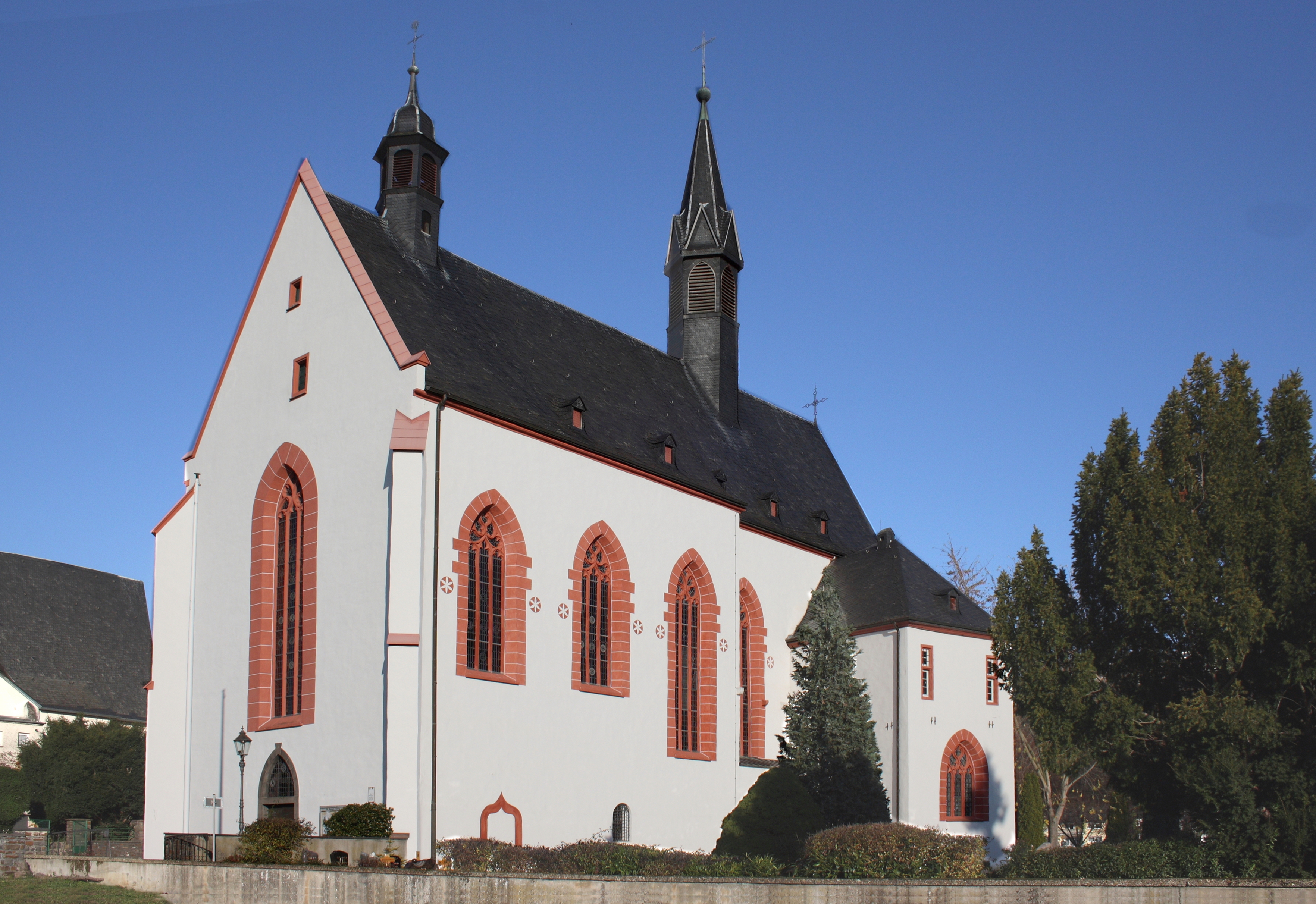
Filialkirche St. Georg in Niederwerth

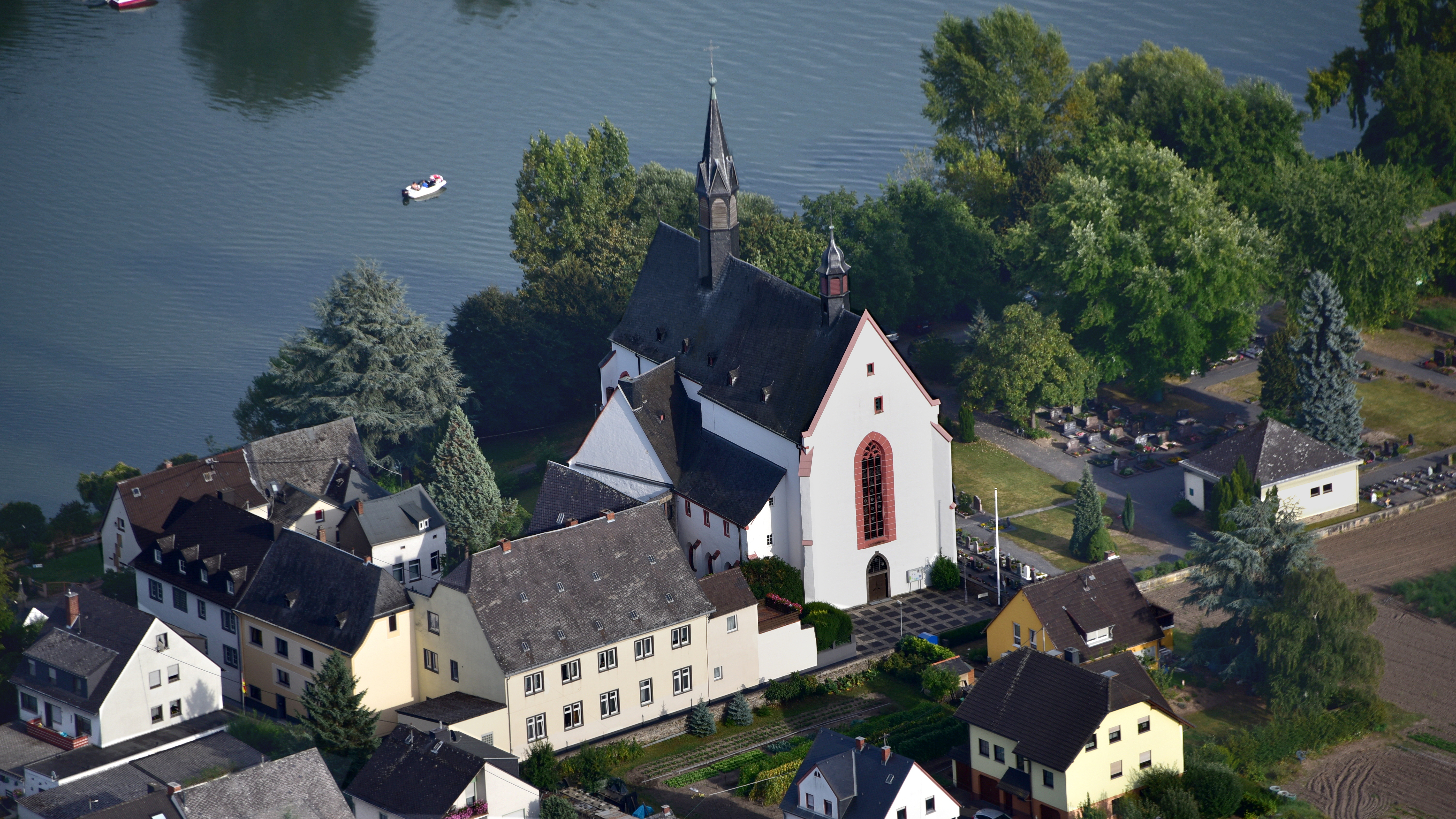
St. Georg, Luftaufnahme (2016)

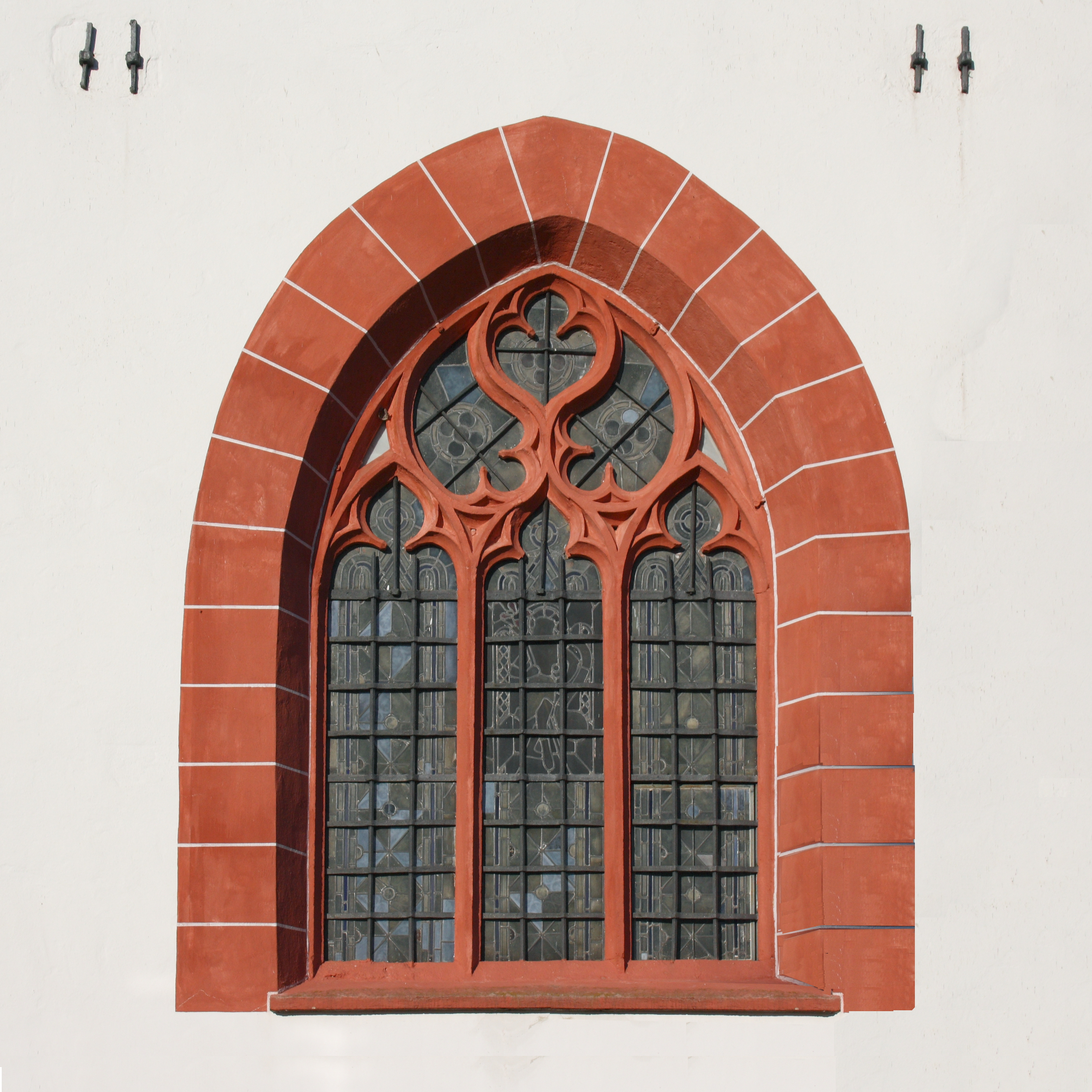
Fenster mit Fischblasenmaßwerk

Die römisch-katholische Filialkirche St. Georg in Niederwerth, einer Ortsgemeinde auf der gleichnamigen Rheininsel im Landkreis Mayen-Koblenz in Rheinland-Pfalz, wurde im 15. Jahrhundert als Augustiner-Chorherrenkirche im Stil der Gotik errichtet. Die Kirche besitzt eine reiche Ausstattung an Kunstwerken. Im Jahr 1972 wurden Wand- und Gewölbemalereien aus dem frühen 16. Jahrhundert entdeckt und wieder freigelegt.
Die Filialkirche St. Georg ist ein geschütztes Kulturdenkmal nach dem Denkmalschutzgesetz (DSchG) und steht auf der Denkmalliste des Landes Rheinland-Pfalz.

## Geschichte
Wie aus Gräberfunden hervorgeht, war die Insel Niederwerth bereits in fränkischer Zeit besiedelt. Im 13. Jahrhundert hatte der Erzbischof von Trier auf der Insel neben anderen Besitzungen einen Hof, den Hasenkammerhof, in dem er wohnte, wenn er sich zur Jagd und zum Fischfang in Niederwerth aufhielt. Hier übernachtete Anfang November 1338 acht Tage lang der englische König Eduard III., als er auf Einladung des Kaisers Ludwig des Bayern beim Koblenzer Fürstentag zu Gast war. Gastgeber des Königs in Niederwerth war der erzbischöfliche Kaplan Konrad Winter.
In einer Urkunde vom 17. Januar 1275 ist eine zu Ehren des heiligen Georg geweihte Klause in der Nähe des bischöflichen Hofgutes überliefert, bei der es sich wahrscheinlich um die Ansiedlung von Klausnerinnen handelte. Nach Unstimmigkeiten mit dem Trierer Erzbischof Otto von Ziegenhain siedelten die Beginen um 1428 nach Besselich bei Urbar über und die Klausnereigebäude übergab Otto von Ziegenhain samt des erzbischöflichen Hofguts in Niederwerth den Augustinerchorherren im niederländischen Zwolle, die sich der Windesheimer Kongregation angeschlossen hatten. Die Augustiner stellten das Kloster unter das Patronat Unserer Lieben Frau und begannen mit dem Bau der heutigen Kirche, die 1474 geweiht wurde.
Das Kloster brachte es zu erheblichem Reichtum, wozu auch Fälschungen von Schenkungs- und Kaufurkunden beitrugen. In der Folge der Reformation lebten 1580 nur noch zwei Chorherren in Niederwerth. Auf Anordnung des Trierer Erzbischofs und Kurfürsten Jakob von Eltz mussten sie das Kloster verlassen, damit dort Zisterzienserinnen aus Koblenz einziehen konnten, deren Gebäude der Bischof den Jesuiten zur Verfügung gestellt hatte, die in Koblenz eine neue Niederlassung gründen und die Gegenreformation auf seinem Territorium vorantreiben sollten.
Um 1600 ließen die Zisterzienserinnen neue Klosterbauten errichten: Die wenigen erhaltenen Gebäudereste stammen aus den Bauphasen von 1658 bis 1744. Sie sind zu Wohnungen umgebaut. Im Norden des Langhauses sind drei Joche des ehemaligen Kreuzganges erhalten und als Werktagskapelle eingerichtet. Diese Kapelle hat ein Netzgewölbe und drei zweibahnige Maßwerkfenster.
Liste der Äbtissinnen:
- Gutta Bolen von Mertloch († 22. September 1580), letzte Äbtissin vor der Umsiedlung auf die Insel
- Anna I. Meser von Horchheim (* ca. 1517, † 10. Dezember 1607), amtierte 1580–1607, erste Äbtissin nach der Umsiedlung
- Katharina Gergon (* ca. 1574, † 22. Februar 1658), amtierte 1612–1658
- Maria von Ufflingen († 22. Januar 1669) wurde am 21. März 1658 zur Äbtissin gewählt, amtierte 1658–1669
- Anna Renata von Ufflingen (* ca. 1635, † 25. August 1703), Schwester der vorigen, amtierte 1669–1703
- Maria Catharina von Sinneren (* ca. 1638, † 5. Februar 1716), amtierte 1703–1716

Nach der Besetzung des Kurfürstentums Trier durch französische Revolutionstruppen fiel Niederwerth mit den rechtsrheinischen Gebieten an Nassau-Weilburg und wurde 1811 säkularisiert. Gebäude und Ländereien wurden verkauft, die ehemalige Klosterkirche wurde als Schenkung der Gemeinde Niederwerth übertragen. 1954 wurde die Kirche der Pfarrei übereignet. St. Georg ist eine Filiale von Vallendar und gehört zur Pfarreiengemeinschaft Vallendar-Urbar. Von 1968 bis 1972 wurde die Kirche unter dem Architekten Hansjoachim Neckenig aus Neuwied grundlegend restauriert. Unter anderem wurde an fast allen Fenstern das verwitterte Maßwerk durch Nachbildungen ersetzt und ein bisher vermauertes Fenster an der Nordseite des Chors wurde geöffnet.
Nach Abschluss der Restaurierung und Wiedereröffnung der Kirche brach am frühen Morgen des 16. Januar 1973 im Bereich der Orgel ein Feuer aus, das schwere Schäden im Innenraum verursachte. Dennoch konnte dank des erneuten Einsatzes der Restauratoren 1974 der 500. Jahrestag der Kirchweihe in dem Gotteshaus gefeiert werden.

## Architektur

### Außenbau
Die Kirche ist ein einschiffiger, spätgotischer Bau mit einer lichten Innenlänge von insgesamt 33,85 Metern und einer Breite von 11,20 Metern im Kirchenschiff. Der Chor ist 17,80 Meter lang und 8,50 Meter breit. An der Südseite des Chors ist auf quadratischem Grundriss ein zweigeschossiger Sakristeibau mit einem Innenmaß von etwa 5 × 5 Metern schräg zur Längsachse der Kirche angebaut. Chor und Sakristei sind unterkellert. Auf dem Dach des Langhauses sitzen zwei Dachreiter, im Westen ein kleiner im barocken Stil, der nicht aus der Erbauungszeit stammt, sondern im 17. Jahrhundert aufgesetzt wurde. Der ältere und höhere Dachreiter über dem Chor musste 1911 abgetragen werden, nachdem er baufällig geworden war. Erneuert wurde er erst 1968 bei einer großen Außenrenovierung der Kirche. Von den weißen Außenmauern des Gebäudes heben sich die rot gefassten Fensterumrahmungen ab. Zwischen den Fenstern der Langhaussüdwand sind Rosetten gemalt. Chor und Westfassade werden durch stark hervortretende, einmal abgetreppte Strebepfeiler gestützt, die mit Pultdächern gedeckt sind. Das südliche Langhaus, die Westfassade und der Chor sind von dreibahnigen Spitzbogenfenstern mit Fischblasenmaßwerk durchbrochen. Die Fenster der Nordwand sind zugemauert.

### Innenraum

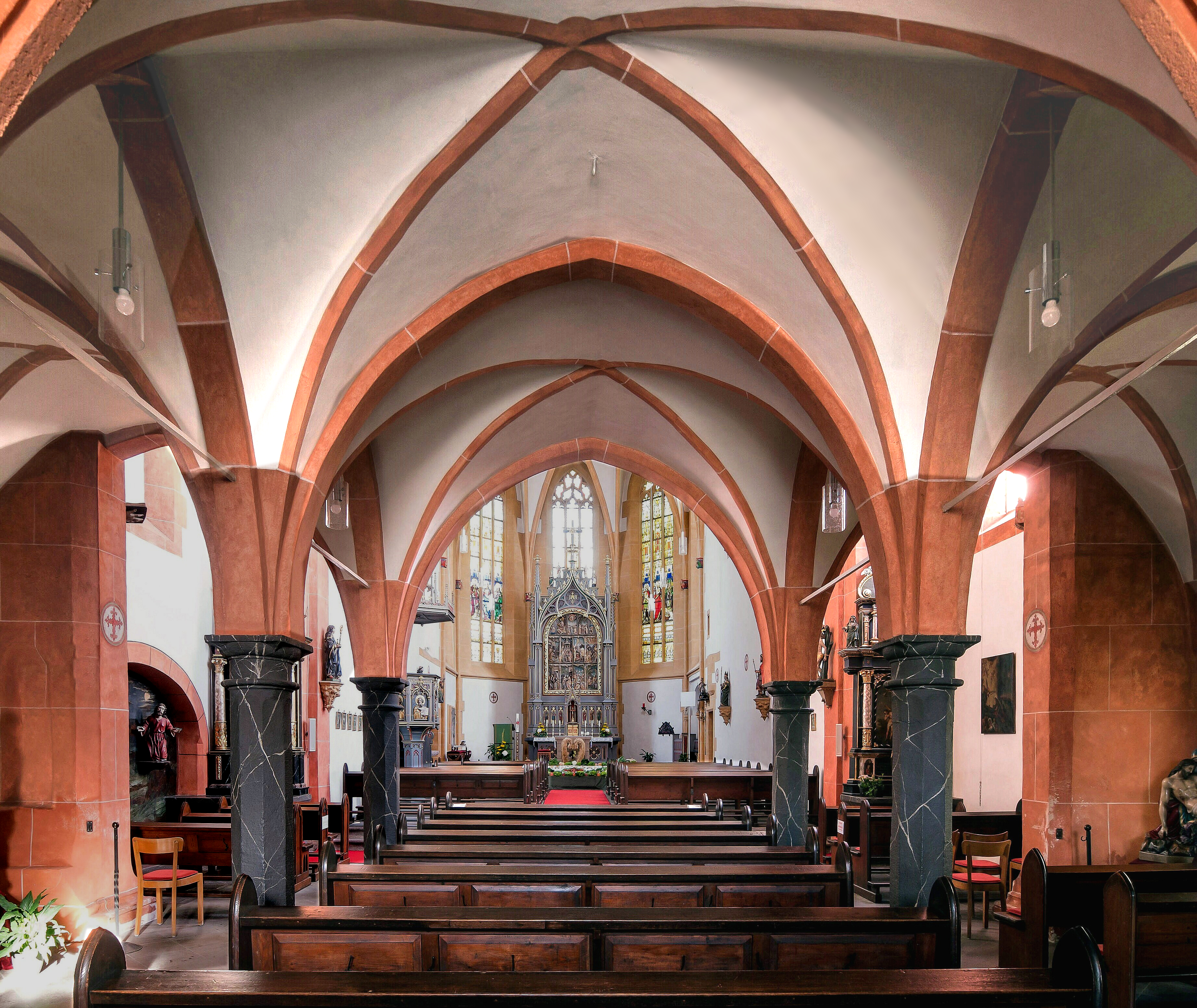
Innenraum

Die Kirche ist ein dreijochiger Saalbau, an den sich im Osten ein eingezogener, dreijochiger Chor mit Fünfachtelschluss anschließt. Den westlichen Abschluss des Langhauses bildet eine vierjochige Empore, deren Brüstung aus kunstvollen Maßwerkfeldern besteht.
Die Kreuzrippengewölbe von Langhaus und Chor sind mit aufwendig gestalteten Schlusssteinen verziert, die Wappen und figürliche Darstellungen zeigen. Auf den Schlusssteinen im Chor sind Gottvater, die Hand Gottes, das Lamm Gottes und der heilige Augustinus dargestellt. Zwei Schlusssteine, links der Engel, rechts Maria, geben die Verkündigungsszene wieder. Auf einem anderen Stein steht ein Chorknabe hinter einem knienden Bischof, der durch sein Wappen als Johann II. von Baden (1434–1503) ausgewiesen ist. Im Langhaus sind der Schmerzensmann, Maria auf der Mondsichel und ein Christuskopf mit Dornenkrone zu sehen.

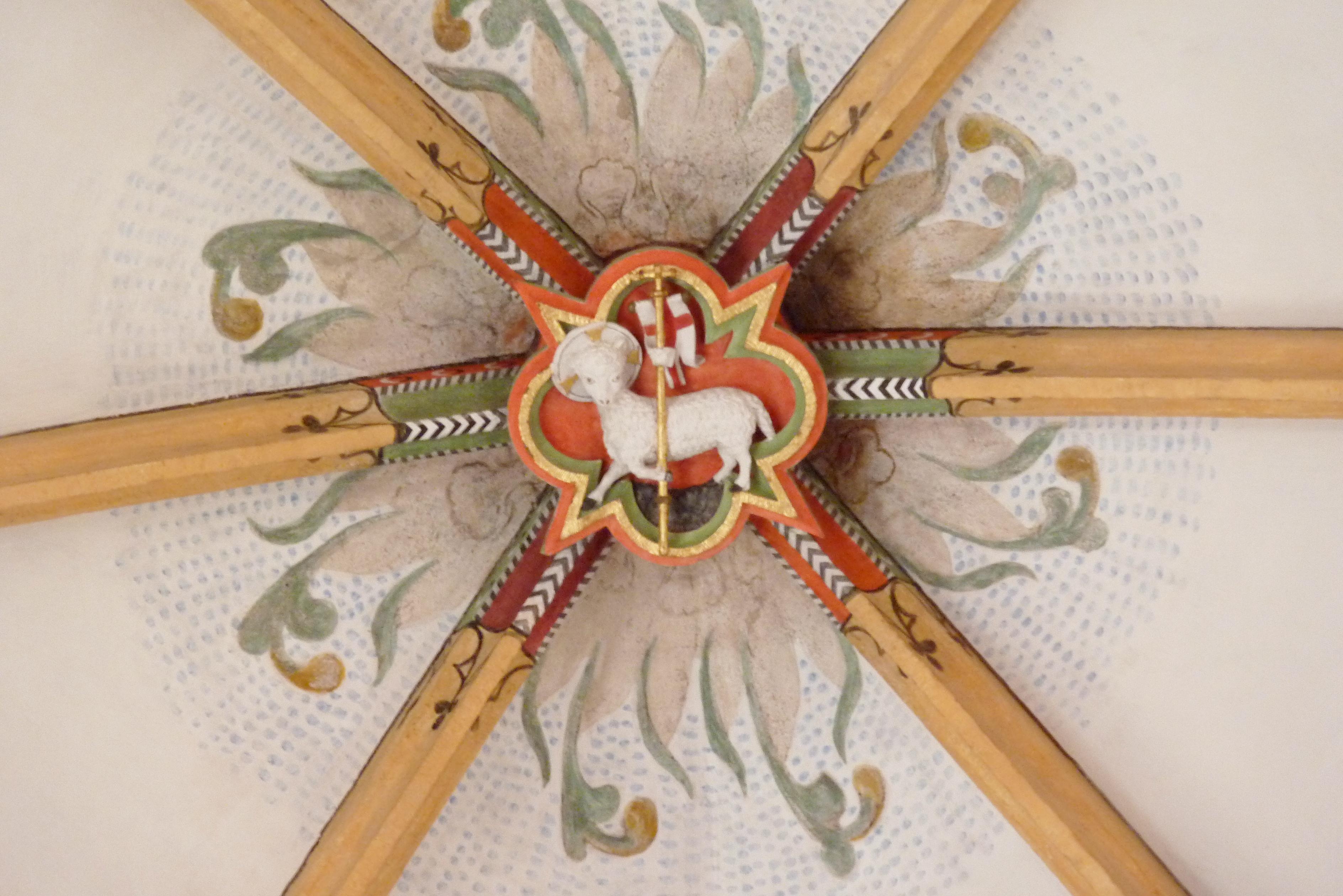
Lamm Gottes
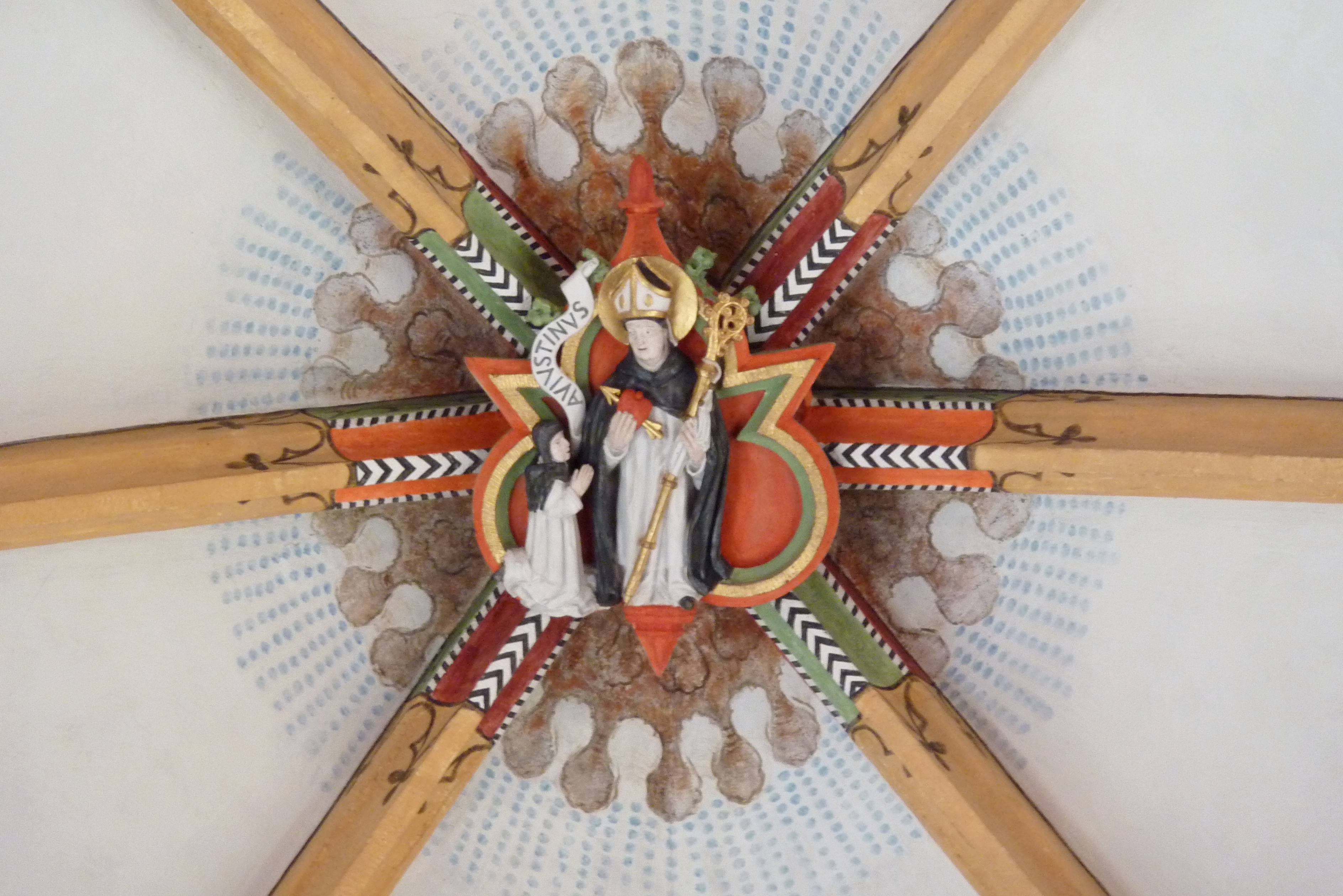
Heiliger Augustinus
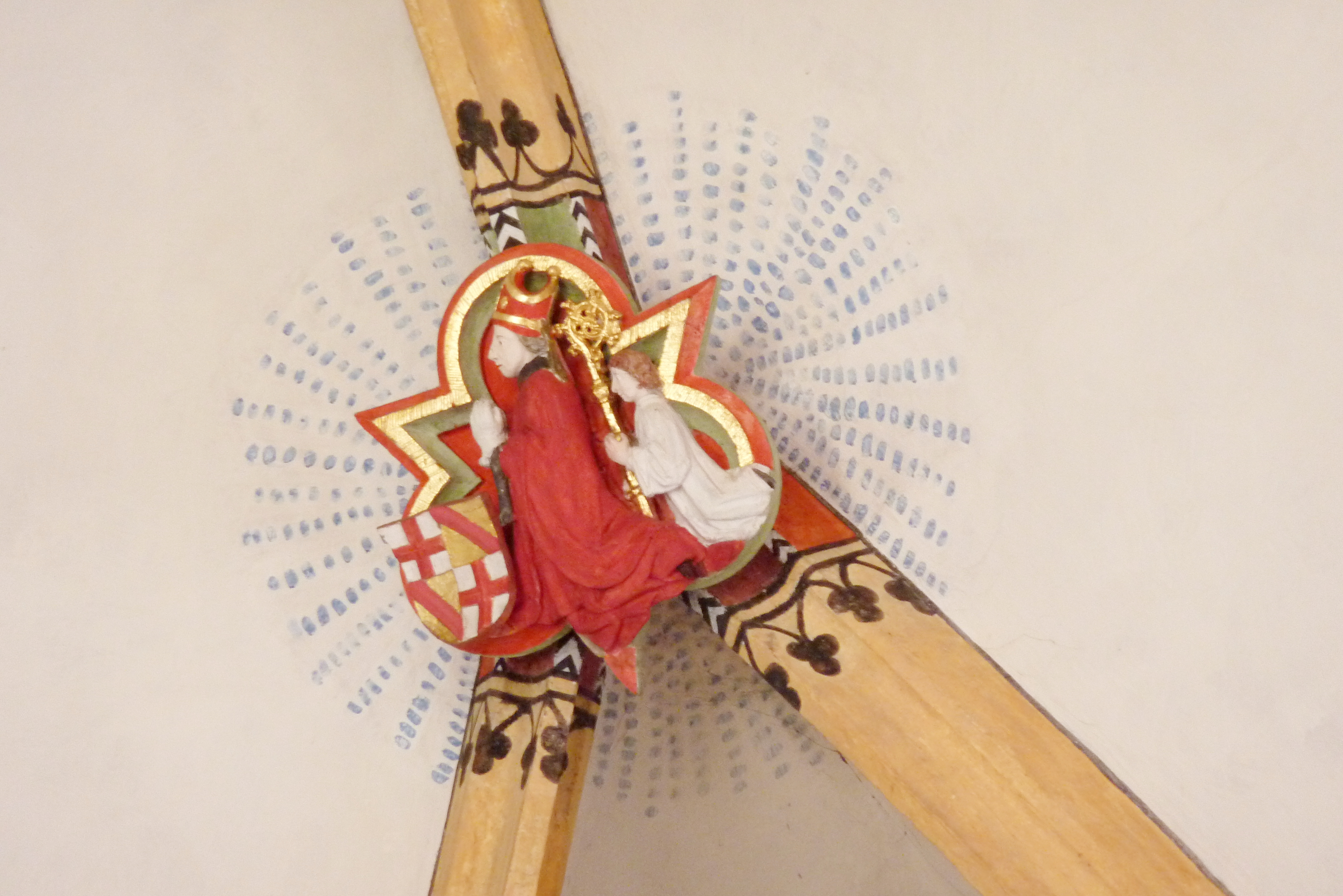
Bischof Johann II. von Baden
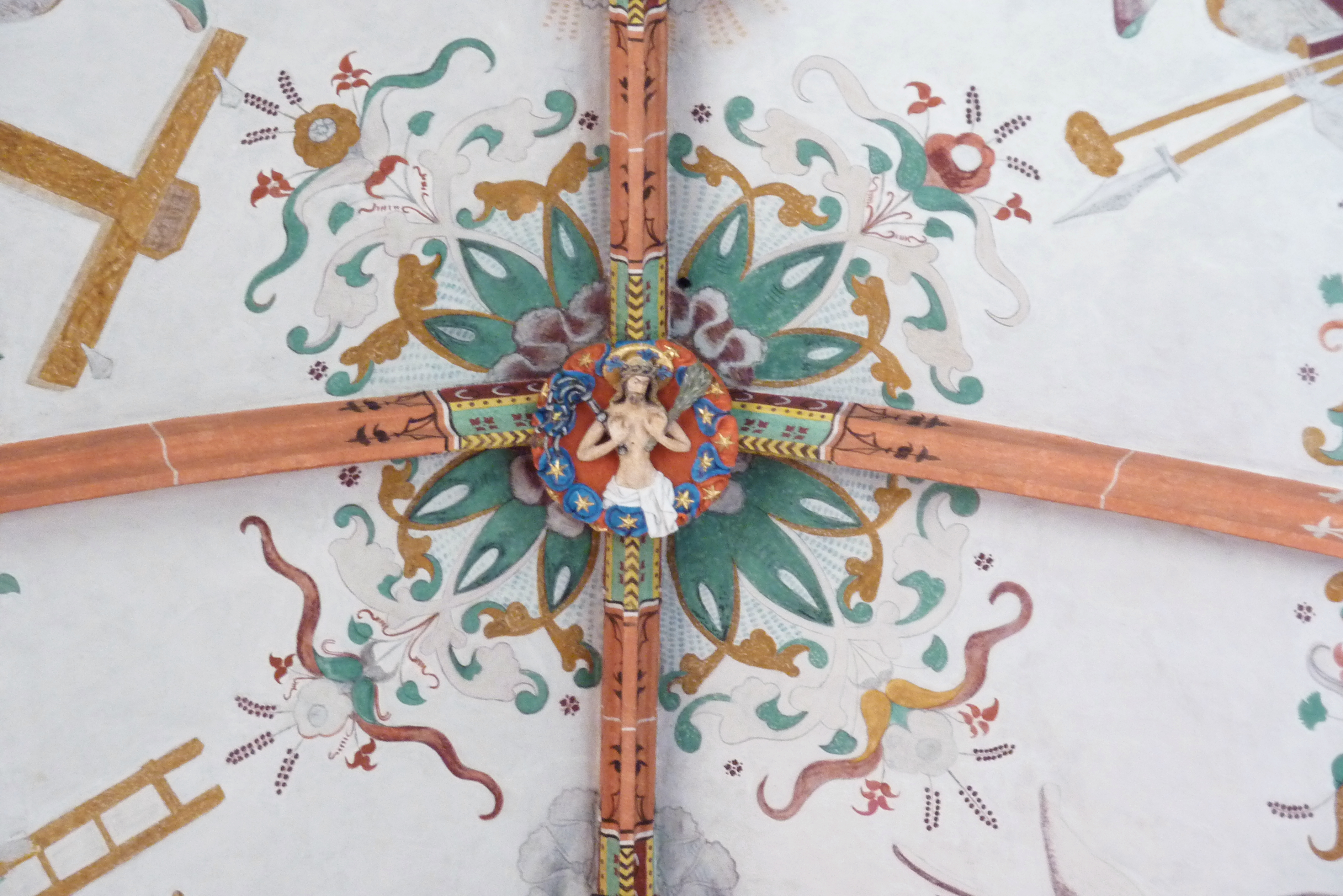
Schmerzensmann

Auch die Konsolen sind mit Figuren skulptiert. Neben den zwölf Aposteln stellen sie Propheten und biblische Könige dar.

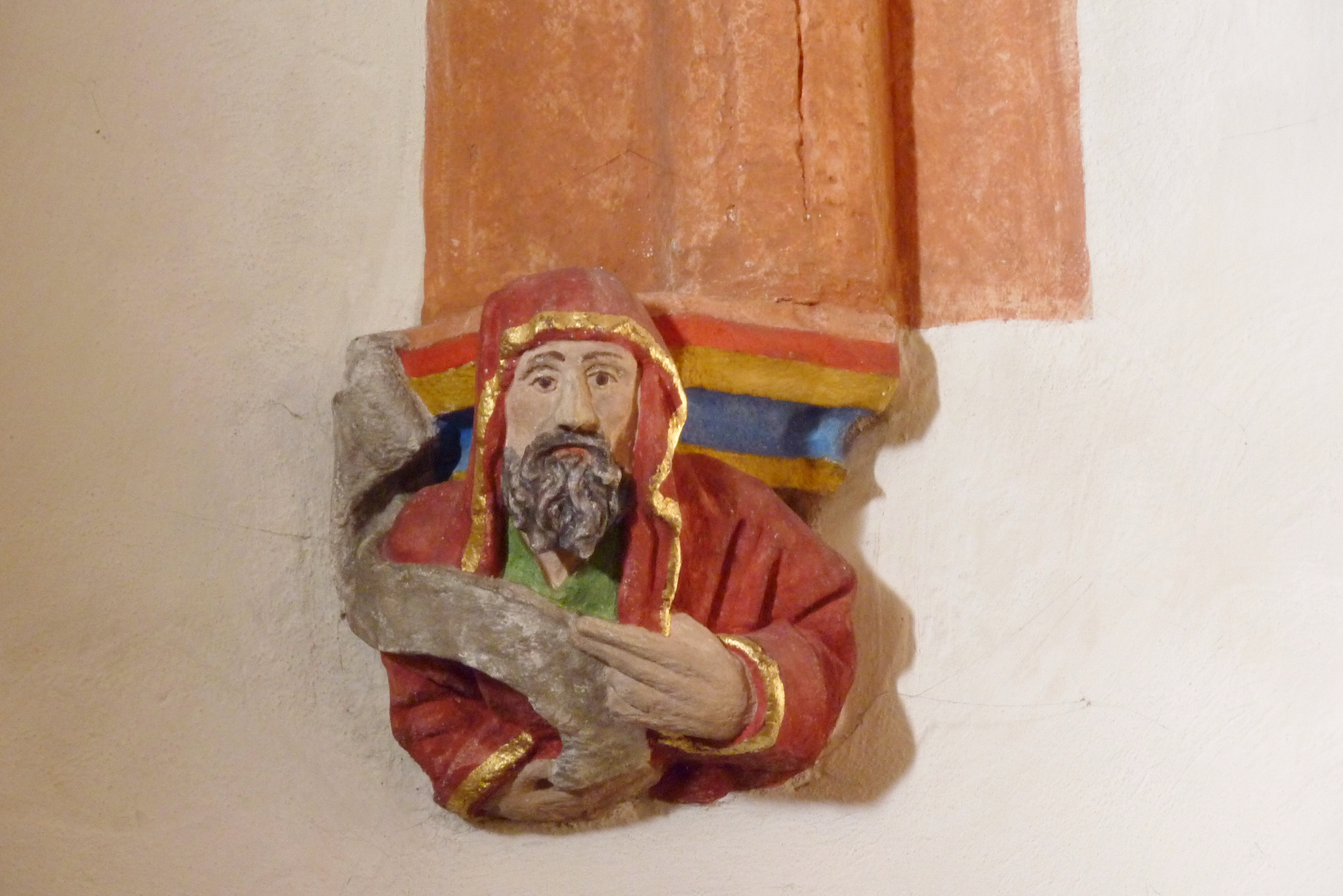
Prophet mit Schriftband
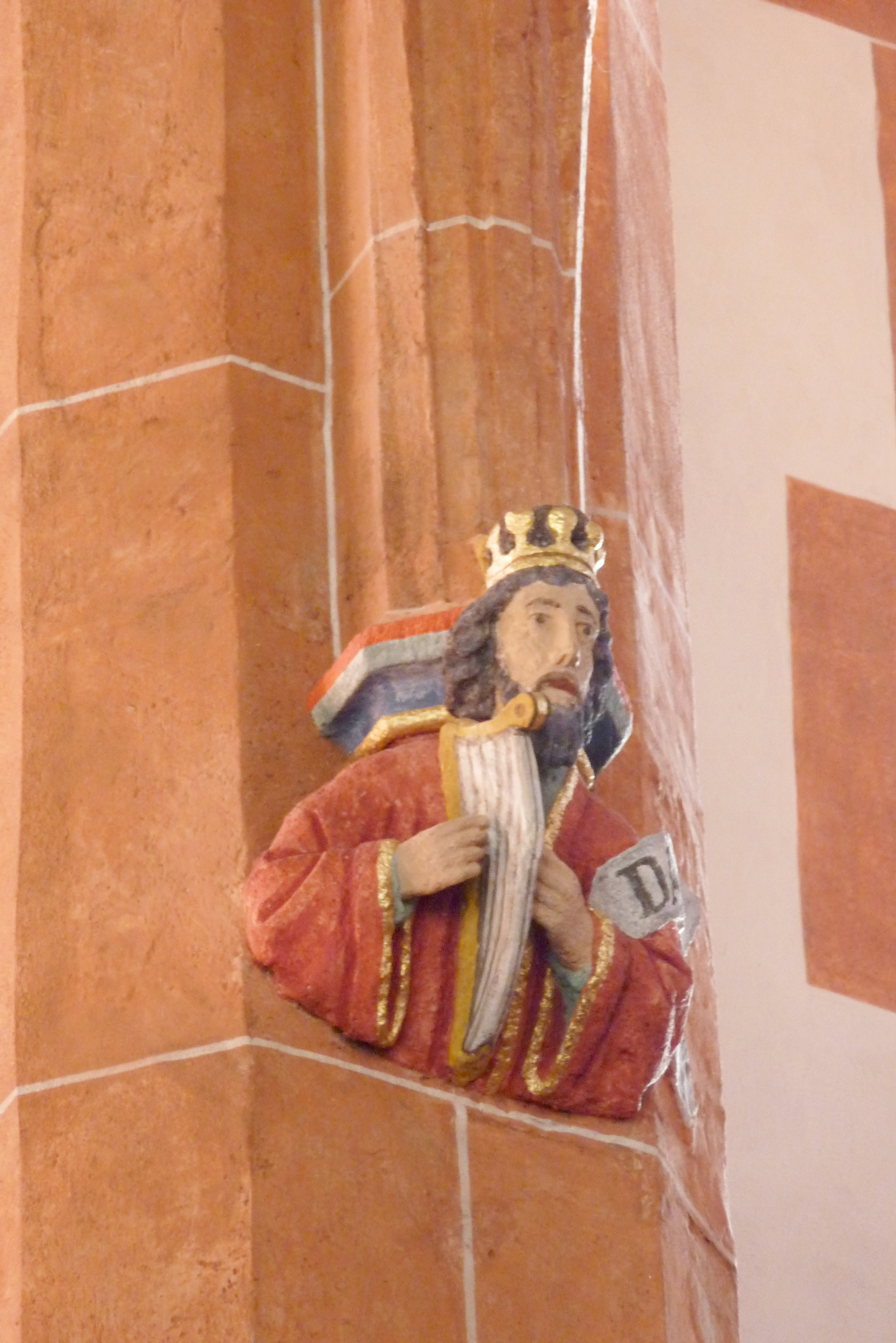
König David
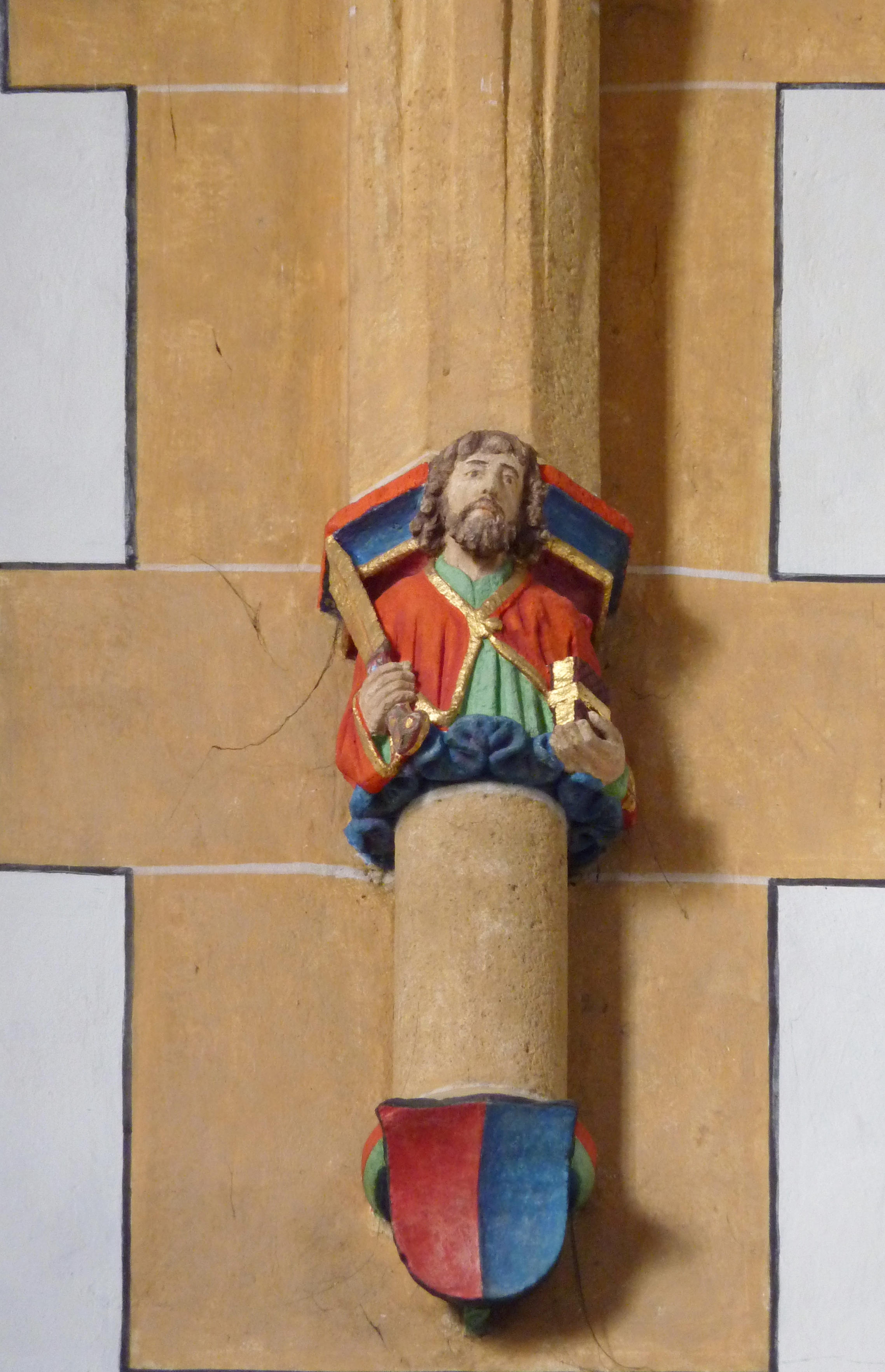
Apostel Bartholomäus
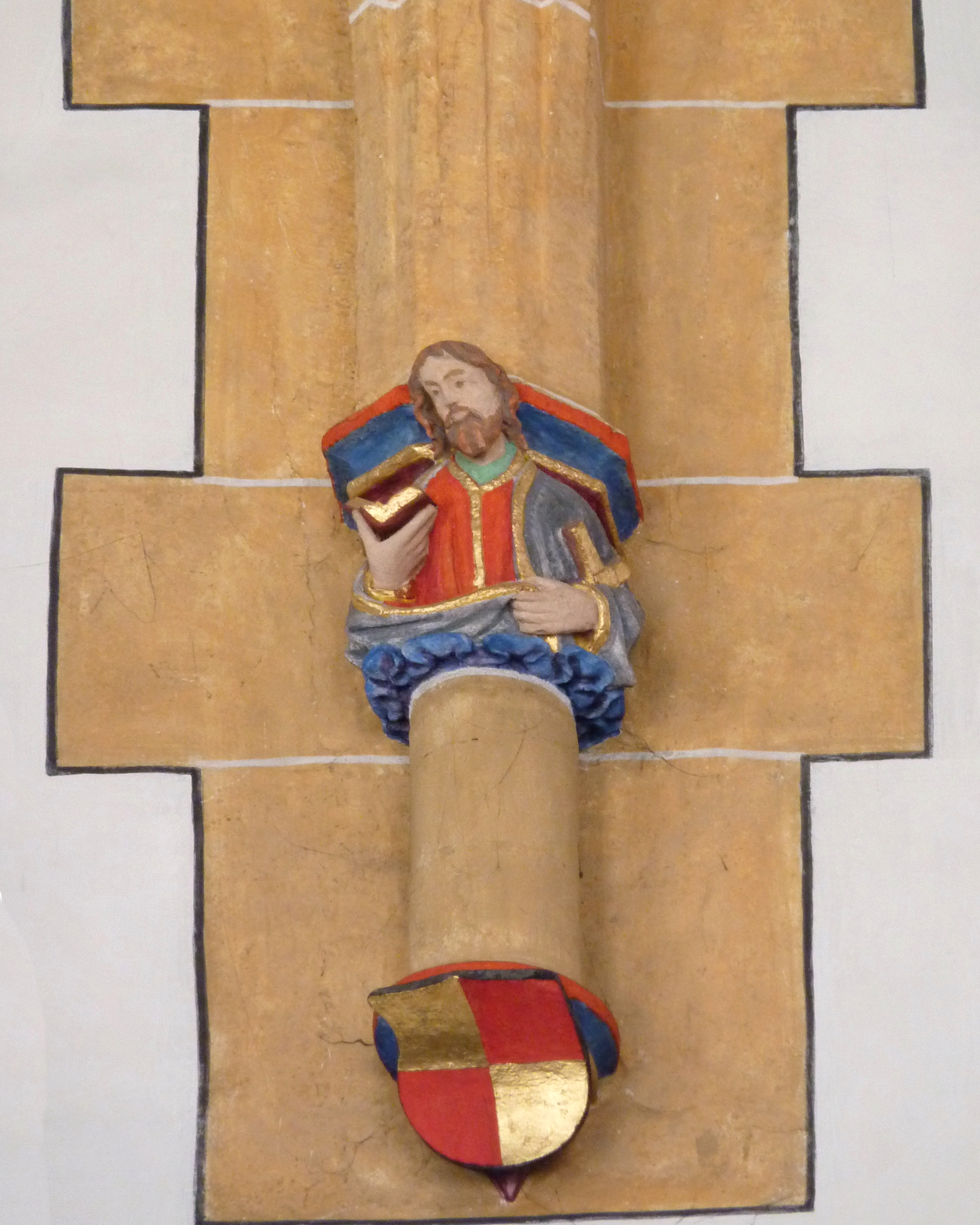
Apostel Paulus

Der Sakristeianbau hat im Untergeschoss, in der eigentlichen Sakristei, ein Kreuzrippengewölbe mit Schlussstein, der die fünf Wundmale Christi zeigt, und ein dreibahniges Maßwerkfenster. Das über eine Wendeltreppe zu erreichende Obergeschoss ist flach gedeckt, Licht fällt durch kleine rechteckige Fenster in den Raum.

## Wandmalereien
Bei der Renovierung von 1968 bis 1972 kam eine Wand- und Gewölbeausmalung zum Vorschein, die wahrscheinlich in der Zeit kurz nach der Weihe der Kirche angelegt worden war. Danach wurde die figürliche Malerei im Kirchenschiff beziehungsweise Langhaus vollständig freigelegt. Die spätgotischen Fresken im westlichen Joch stellen die vier Kirchenväter mit den Symbolen der Evangelisten dar. Ambrosius ist der geflügelte Mensch des Matthäus zugeordnet, Augustinus der Adler des Johannes, Hieronymus der Löwe des Markus und Gregor der Stier des Lukas. Das folgende Joch zeigt weibliche Figuren mit Spruchbändern, die wahrscheinlich Sibyllen darstellen sollen. Im östlichen Joch tragen vier Engel die Leidenswerkzeuge Jesu: Geißelsäule, Kreuz und Leiter, Schwamm und Lanze. Auch an anderen Stellen wie in der Sakristei wurden Reste von Ranken- und Architekturmalerei wiederentdeckt. In einer Nische der nördlichen Langhauswand ist die Ölbergszene (Mt 26,36–56 ) in einem Gemälde dargestellt, das wahrscheinlich aus dem 16. Jahrhundert stammt und im 17. Jahrhundert nach Beschädigungen übermalt sowie durch eine Jesusfigur ergänzt wurde. 1977 rekonstruierte Johannes Hartmann die Szene in Ölfarben. Hochwasserschäden machten 2007 eine erneute Sanierung erforderlich.

## Bleiglasfenster

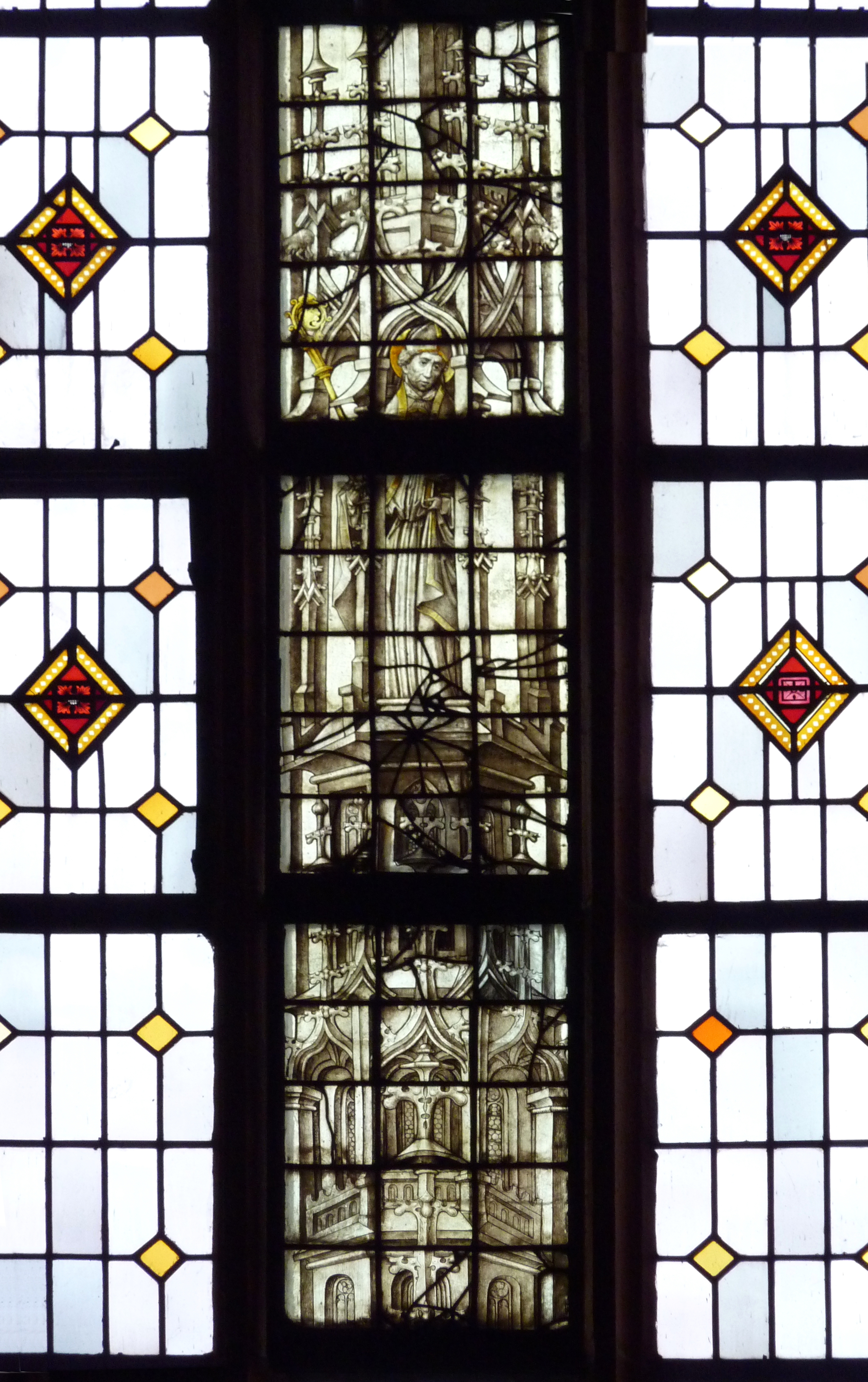
Bernhardfenster von 1480
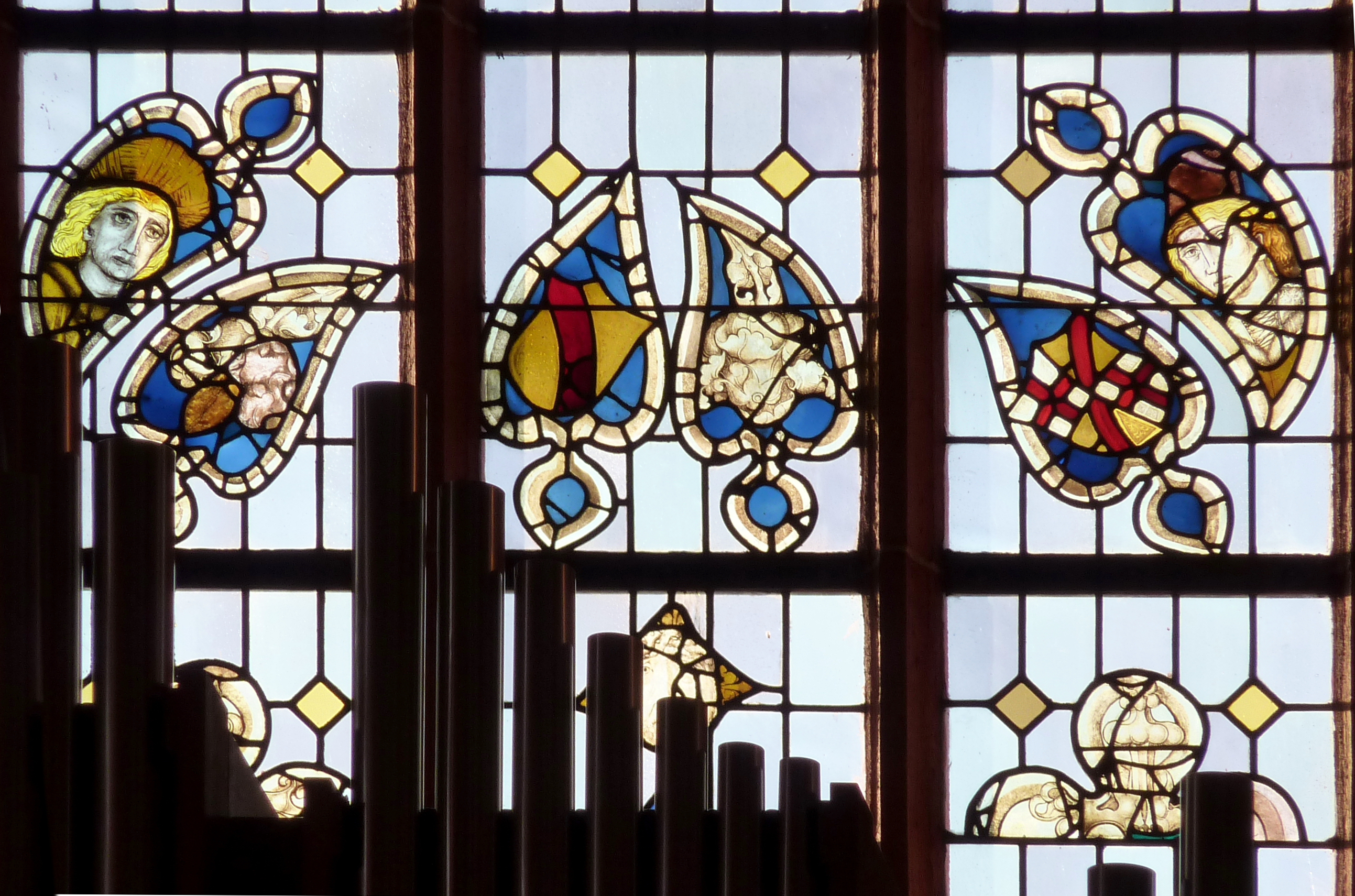
Fenster der Westfassade mit mittelalterlichen Fragmenten
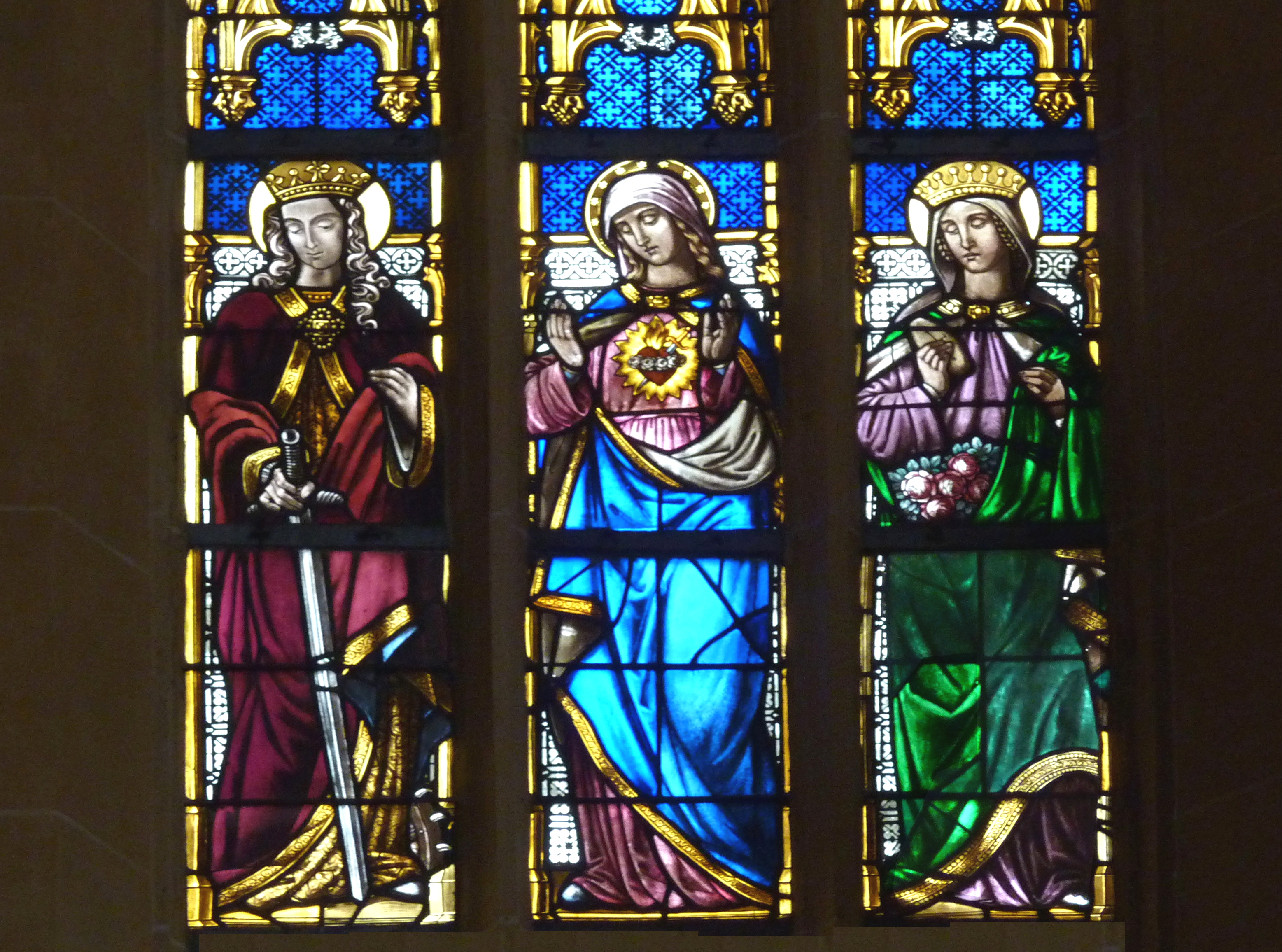
Linkes Chorfenster
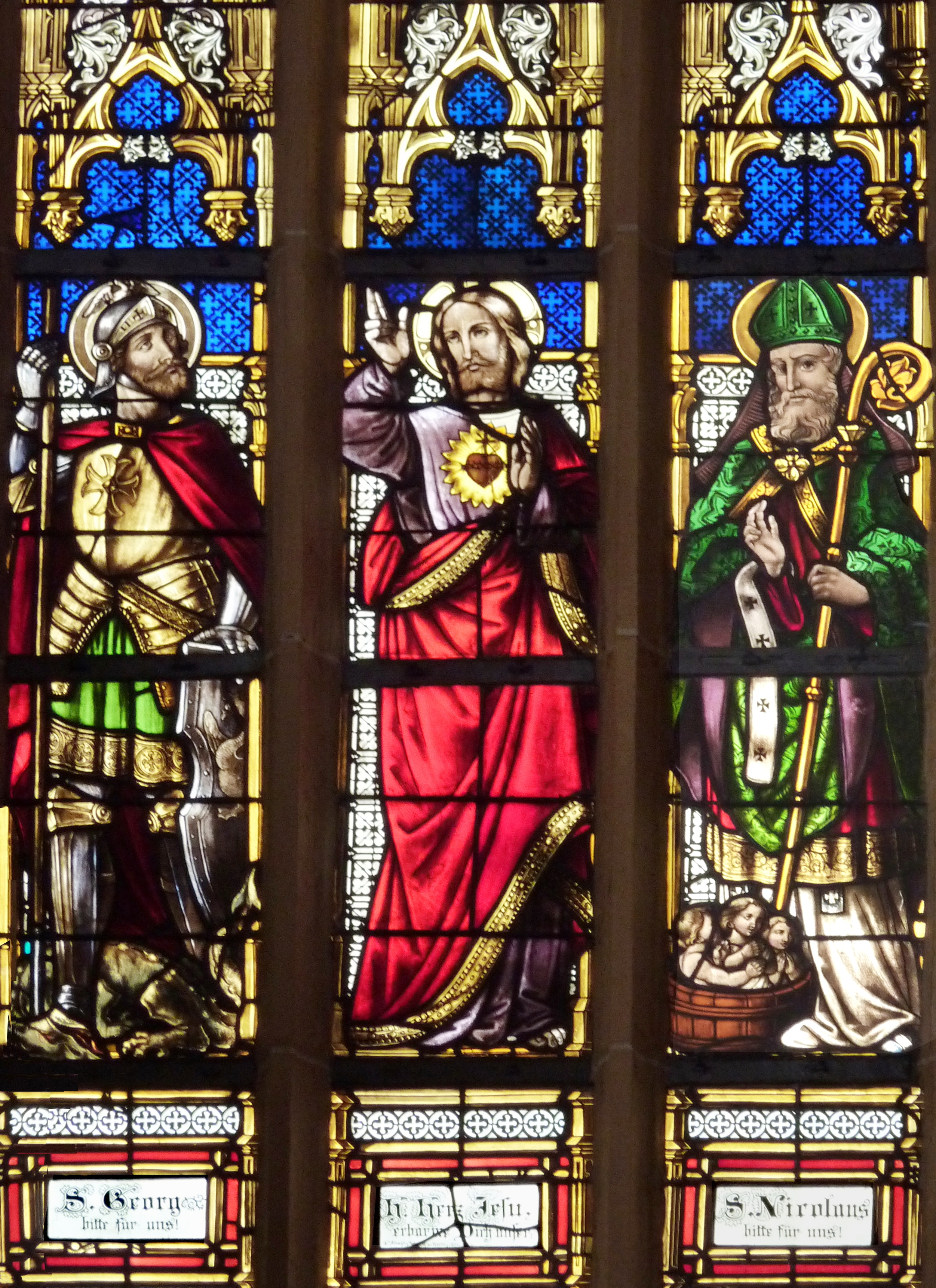
Rechtes Chorfenster

In ein Fenster des südlichen Langhauses wurden Fragmente eines Grisaillefensters von 1480 wieder eingefügt. Unter einem gotischen Baldachin ist eine Figur dargestellt, die als Bernhard von Clairvaux gedeutet wird. Auch in das große Fenster der Westfassade sind Fragmente mittelalterlicher Scheiben einbezogen.
Die neugotischen Chorfenster sind mit der Jahreszahl 1873 bezeichnet. Auf dem linken Fenster werden die heilige Katharina von Alexandrien, Maria und die heilige Elisabeth von Thüringen dargestellt, die in ihrem Gewand Rosen trägt. Das rechte Fenster zeigt den heiligen Georg, das Heiligste Herz Jesu, und den heiligen Nikolaus, zu dessen Füßen das Pökelfass mit den drei Scholaren steht.
Ein teilweise verdecktes Fenster im Chor ist dem heiligen Franz von Assisi gewidmet. Aus der Zeit um 1900 stammt eines in der Sakristei, das innerhalb einer größeren ornamentalen Gestaltung in einem Rechteck Christus mit der Dornenkrone, Kreuzstab und einem Kelch zeigt, in dem er selbst das Blut aus seiner Seitenwunde auffängt. Mit dem Fenster unter der Orgelempore gedachten Eltern und Anhörige der Gefallenen des Ersten Weltkriegs. Es ist ein 1919 geschaffenes Werk der Glasmalerei Dr. H. Oidtmann. Sechs Fenster aus der Zeit um 1950 sind schlicht gestaltet, eins davon mit einem Marienmonogramm, die anderen mit Rechteckmustern, die Fragmente einer älteren Verglasung enthalten.

## Ausstattung

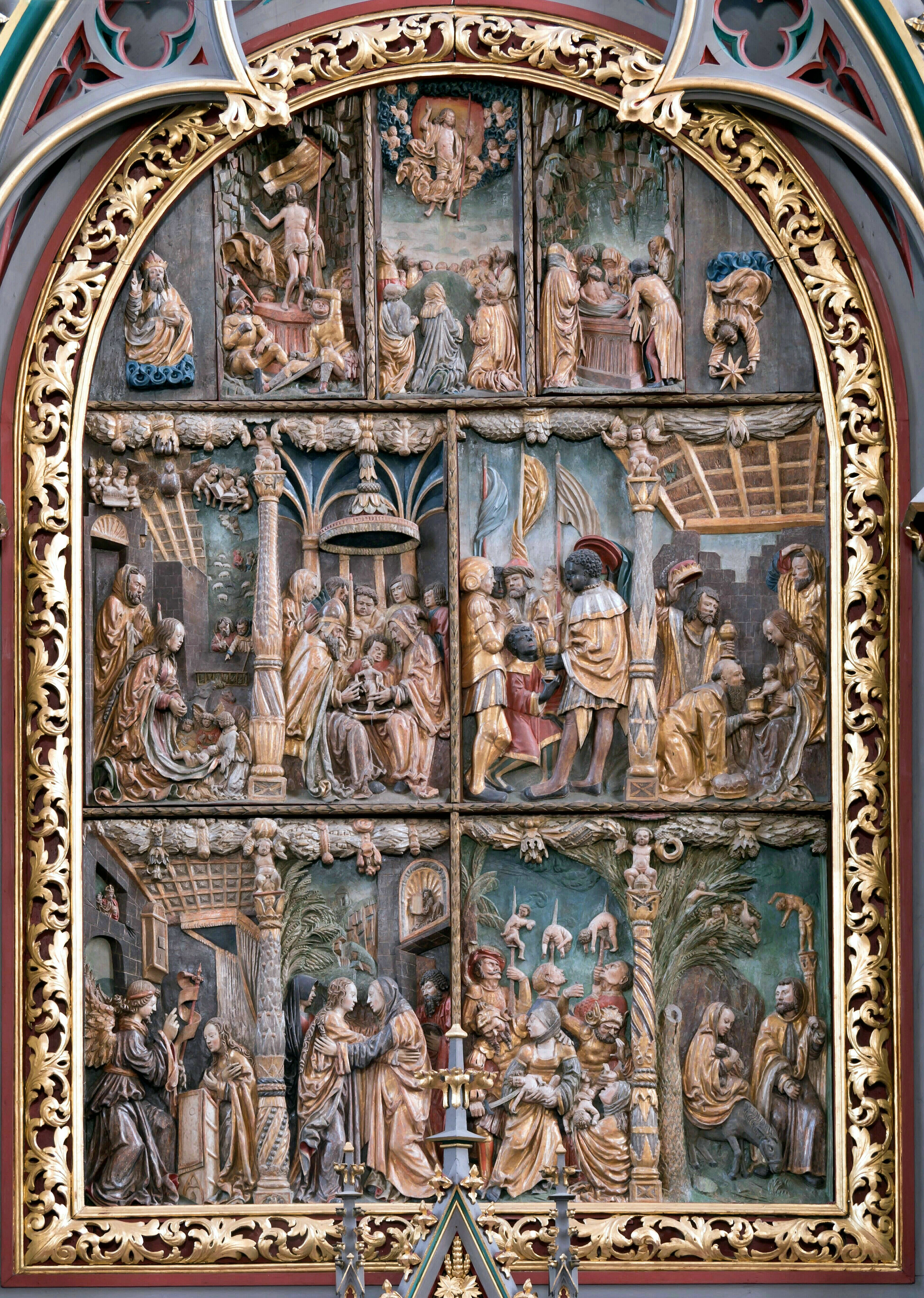
Hochaltar mit Holzreliefs von 1520

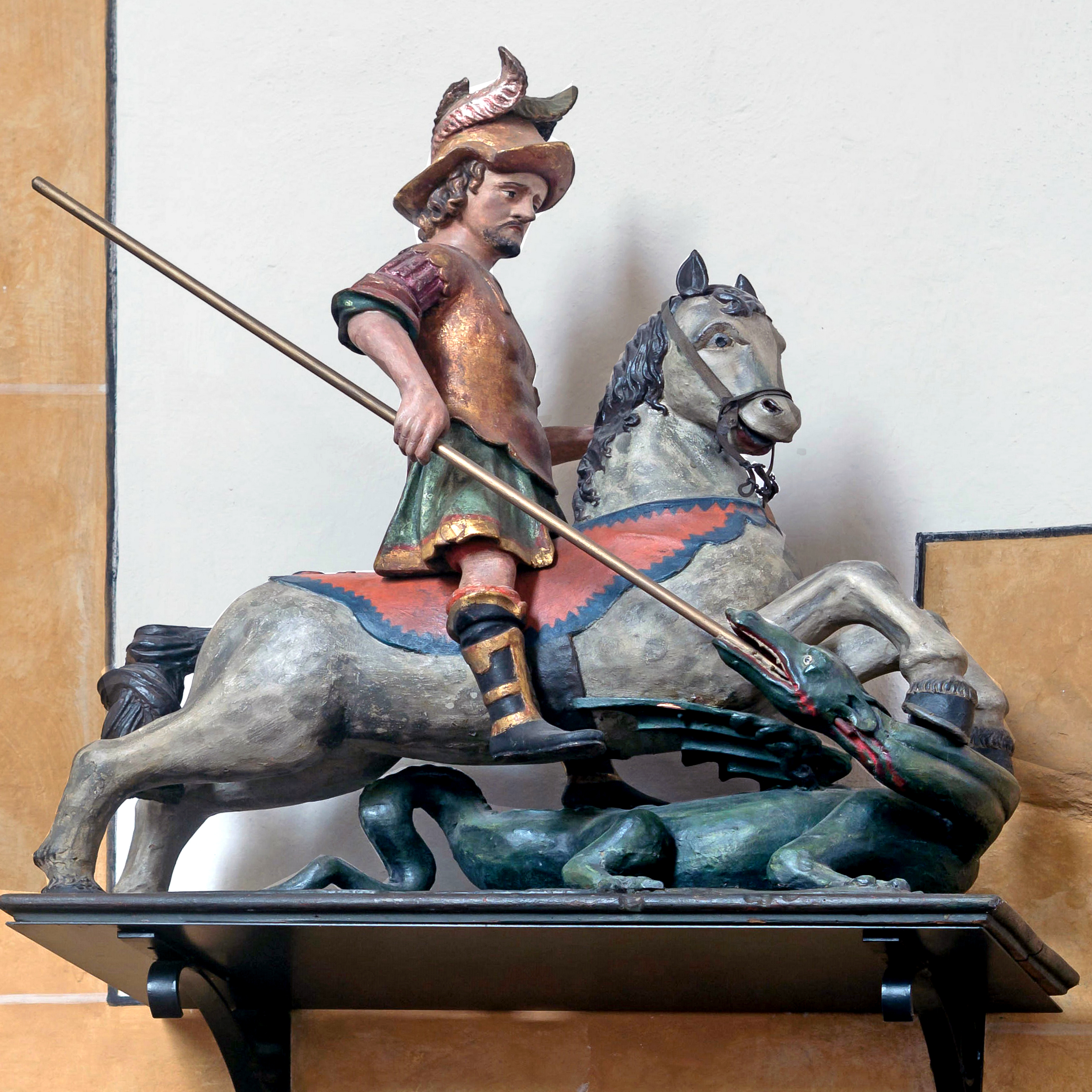
St. Georg tötet den Drachen

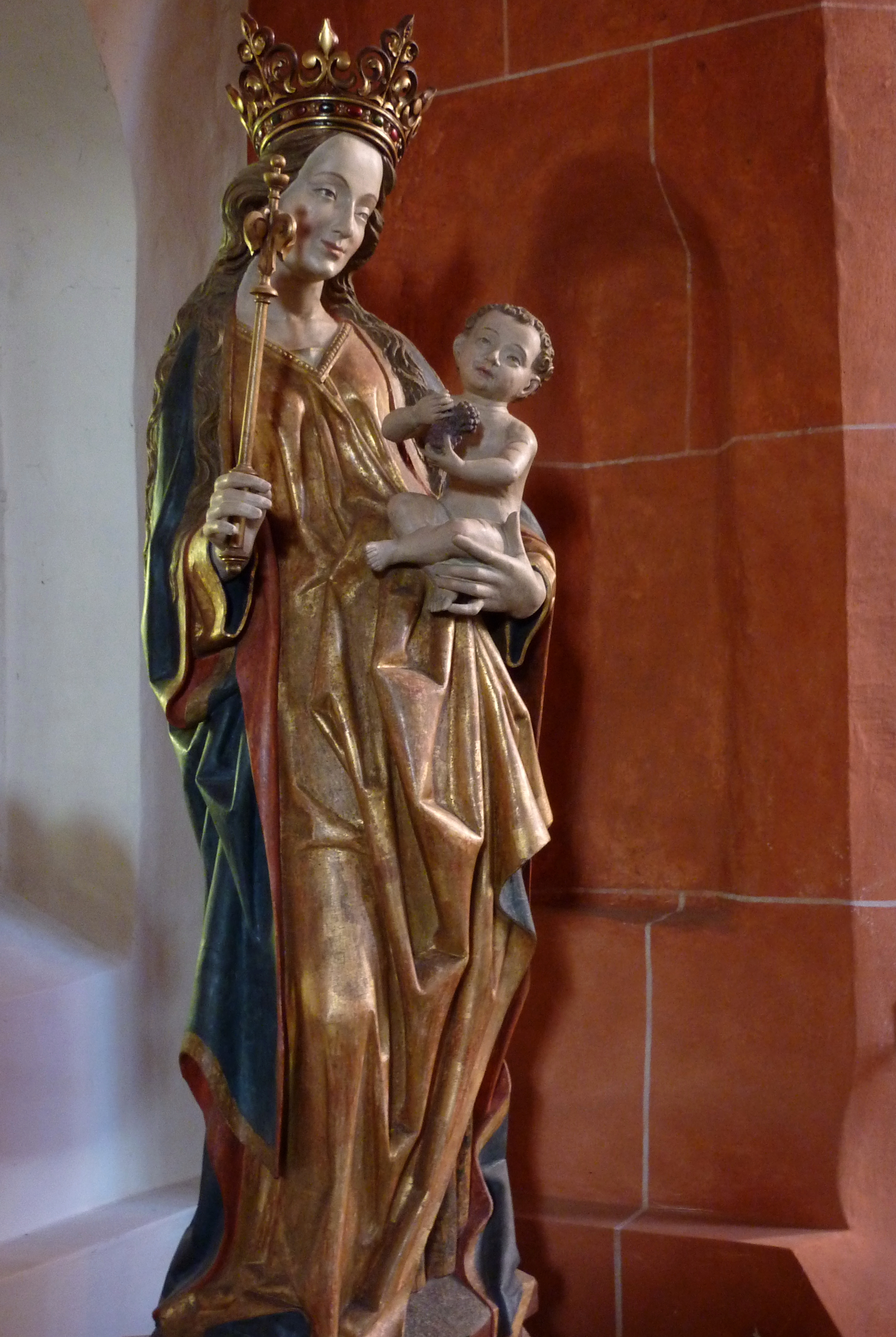
Unsere Liebe Frau vom Werth, um 1490/1500

- Der Hochaltar entstand im Laufe mehrerer Jahrhunderte. Mittelpunkt ist der neugotische Aufbau mit einer oben abgerundeten Relieftafel unter einem Kielbogen zwischen zwei Fialen. In drei Reihen zeigt die Tafel Szenen aus dem Leben Jesu. Die untere Reihe erinnert an die Verkündigung des Herrn, die Heimsuchung Mariens, den Kindermord in Bethlehem und die Flucht nach Ägypten. Themen der mittleren Reihe sind die Geburt Christi, die Darstellung Jesu im Tempel (Lk 2,22 EU) und die Anbetung der Heiligen Drei Könige, die zwei Bildfelder einnimmt. Die obere Reihe ist Gottvater, der Auferstehung, der Himmelfahrt und der Grablegung Christi gewidmet. Die einzelnen Holzreliefs, die ehemals wahrscheinlich in die Flügel eines Flügelaltares gehörten, werden in die Zeit um 1520 datiert und der Werkstatt des in Trier und Koblenz tätigen Bildschnitzers Meister Jakob (auch Jakob Kerre) zugeordnet. Dieser Künstler orientierte sich bei der Gestaltung möglicherweise an druckgraphischen Vorlagen von Albrecht Altdorfer.[18] In die Predella des Altars ist in der Mitte der Tabernakel einbezogen. Darüber steht zwischen jeweils drei Feldern mit Engelsfiguren ein Expositorium, das mit einem Spitzbogen, Fialen und Ziergiebel mit bekrönender Kreuzblume abschließt. Hinter dem Kielbogen Auf einem Stufengiebel des Altars stehen Heiligenfiguren aus dem 19. Jahrhundert.[19]
- Die Sakramentsnische im Chor, links vom Hochaltar, hat zwei jeweils 1,43 × 0,45 m große Holztüren mit Malereien auf der Innen- und Außenseite, die vermutlich aus der Zeit um 1520 stammen. Im geschlossenen Zustand ist die Verkündigungsszene zu sehen. Auf den Innenseiten ist links Maria auf der Mondsichel dargestellt und rechts die heilige Hildegundis mit Hirtenstab und Buch.[16]
- In einer anderen Nische der Apsis wird in einem 24 × 14 × 15 cm großen Holzkästchen eine Reliquie aufbewahrt, die als Mütze des heiligen Bernhard von Clairvaux gilt. Angeblich gelangte diese aus Wolle der Kaschmirziege gearbeitete Kopfbedeckung durch Benigna von Helfenstein nach Niederwerth, die die Mütze anlässlich seines Besuchs in Deutschland 1152 von Bernhard als Geschenk erhalten hatte. Das Kästchen stammt aus der Zeit um 1700.[16][9]
- Eine Statue des Kirchenpatrons St. Georg steht im Altarraum über dem Eingang der Sakristei. Die 65 Zentimeter hohe Figur aus dem 17. Jahrhundert zeigt den Heiligen als Ritter auf dem Pferd, wie er mit der Lanze das Böse in Gestalt des Drachen besiegt.[20]
- Die Kanzel ist ähnlich wie der Hochaltar im Stil der Neugotik gestaltet und stammt wahrscheinlich ebenfalls aus dem 19. Jahrhundert. Der Kanzelkorb ist aus Holz und zeigt in vier Feldern die Bilder der vier Evangelisten Matthäus, Markus, Lukas und Johannes, die als farbig gefasste und zum Teil vergoldete Reliefs ausgeführt sind. Ein Kielbogen mit Fischblasenmaßwerk schließt die einzelnen Reliefs nach oben ab. Der sechseckige Schalldeckel hat einen hohen Turmaufbau. An der Unterseite ist er in Form eines Davidsterns mit schmalen Streifen in Felder gegliedert, in deren Mitte wie üblich die Taube als Symbol des Heiligen Geistes angebracht ist.[21]
- Die stehende Madonnenfigur mit Jesuskind hinten links in der Kirche, Unsere Liebe Frau vom Werth genannt, wird um 1490/1500 datiert und Tilman van der Burch zugeschrieben. Sie ist ohne die 1948 aufgesetzte Krone etwa 1,70 Meter groß. Auf dem linken Arm trägt sie das mit einer Traube spielende Kind und mit der rechten Hand hält sie ein Zepter. Der Mantel ist vorn offen, sodass das in Falten gelegte Kleid zu sehen ist. Die Krone wurde nach dem Krieg aus Dank für die Errettung aus Bombennot gestiftet.[16][9]
- Die Seitenaltäre stehen am Übergang vom Kirchenschiff zum Chor. Im rechten Seitenaltar mit einem Holzaufbau von 1621 ist im Altarblatt zwischen zwei Säulen die Taufe Jesu im Jordan dargestellt. Der obere Teil enthält eine plastische Darstellung des heiligen Bernard betend vor dem Kruzifix und ganz oben Johannes den Täufer. Seitlich steht eine kleine Holzfigur einer Ordensfrau. Eine Statue des heiligen Josef auf der Mensa des Altars stammt aus dem 18. Jahrhundert. Der linke beziehungsweise nördliche Seitenaltar ist ähnlich gestaltet wie der rechte, entstand jedoch wahrscheinlich in der zweiten Hälfte des 17. Jahrhunderts und wurde im 18. Jahrhundert verändert. Die Predella enthält ein Holzrelief mit einer Darstellung der Kreuztragung Jesu. Das Altarblatt zeigt Mariä Himmelfahrt. In einem Relief darüber kniet der heilige Augustinus vor der Gottesmutter Maria mit dem Jesuskind und ganz oben in der Bekrönung steht der heilige Hieronymus.[22][16][9]
- Die beiden lebensgroßen Figuren an der Stirnseite der Empore stammen aus dem 18. Jahrhundert. Sie stellen bedeutende Zisterzienser dar, links Bernhard von Clairvaux und rechts Robert von Molesme, den Gründer des Ordens.
- Zwei Wappen an der Empore mit der Jahreszahl 1663 erinnern an Heinrich von Ufflingen und seine Gemahlin Barbara, die Stifter der barocken Erweiterung der Empore.
- Die Orgel von 1887/1889 wurde bei dem Brand der Kirche 1973 zerstört. An ihre Stelle trat zunächst eine elektronische Orgel von Johannus Orgelbouw in Ede (Niederlande), bevor 2009 die 1989 von Manfred Thonius in Roßtal gebaute Pfeifenorgel der Pallottiner in Untermerzbach gekauft werden konnte. Die Orgelbauwerkstatt Raab & Plenz aus Hackenheim bei Bad Kreuznach baute sie in fünfmonatiger Arbeit um und übertrug sie an ihren jetzigen Standort. Am 23. Oktober 2011 wurde sie geweiht. Sie hat 1184 Pfeifen, 17 Register, zwei Manuale und Pedal. Das ursprüngliche Rückpositiv wurde bei der Anpassung in ein Oberwerk hinter dem Hauptwerk umgebaut.[23]

## Glocken
Niederwerth hat zwei Glocken. Die ältere der beiden, Marienglocke genannt, wurde 1461 gegossen, also 13 Jahre vor der nachgewiesenen Weihe der Kirche. Seit Fertigstellung des Gebäudes hing sie bis 1911 im östlichen Dachreiter und nach dessen Erneuerung im Jahr 1968 wurde sie wieder dort aufgehängt. Die Glocke ist ohne Krone (Aufhängung) 56 cm und mit Krone 65 cm hoch; der Durchmesser beträgt 53 cm. Die umlaufende einzeilige Inschrift an der Glockenschulter, dem oberen Rand der Glocke, lautet: „maria heissen ich alle boisse weder ferdriben ich clais von enem der gois mich MCCCCLXI“. Clais von Enen (oder Enem) war ein Glockengießer, der im Raum Trier wie auch im Hunsrück und in der Eifel bis in den Umkreis von Koblenz tätig war und etwa 60 Glocken goss. Die zweite Glocke ist dem Kirchenpatron St. Georg geweiht, der auf ihr mit Pferd, Lanze und Drachen dargestellt ist. Die Inschrift der Glocke lautet: „Hl. Georg bitte für uns. Im Krieg geraubt, bringt Friede wieder.“